# Albert Cahen

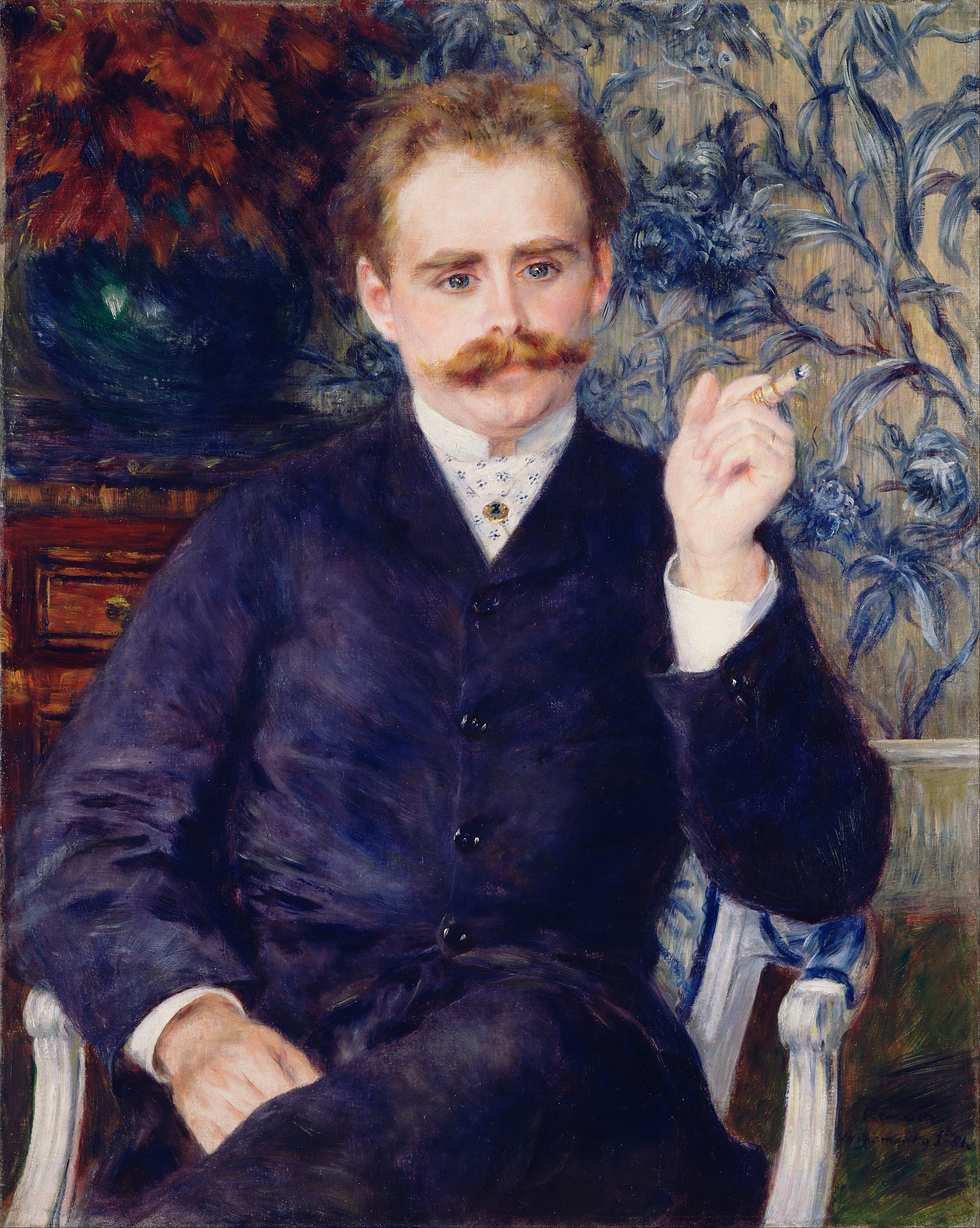
Albert Cahen porträtiert von Pierre-Auguste Renoir

Albert Cahen (* 8. Januar 1846 in Antwerpen; † 27. Februar 1903 in La Turbie) war ein französischer Komponist.

## Leben und Werk
Cahen, Sohn einer belgisch-jüdischen Bankiersfamilie, war Schüler von César Franck. Er komponierte vor allen Dingen Bühnenwerke. 
Von seinen Werken hervorzuheben sind insbesondere: Das Poème biblique Jean le précurseur (Paris 1874), die Opéra Comique Le bois (1880), das Poème mythologique Endymion (1875), die Féerie La belle au bois dormant (Genf 1886), die vieraktige Oper Le Vénitien (Rouen 1890), das Ballet La fleur de neige (Genf 1888) sowie die Opéra Comique La femme de Claude (1896). Auch Lieder von Cahen wurden geschätzt.